# 阿根廷國家歷史博物館
阿根廷國家歷史博物館（西班牙語：Museo Histórico Nacional），是一座位於阿根廷布宜諾斯艾利斯聖特爾莫區的藝術博物館。其博物館主要展出與五月革命和阿根廷独立战争有關的文物、歷史物品。

國家歷史博物館還有兩個與其遺產相得益彰的區域。一方面是檔案館，保存了阿根廷的歷史檔案、文本文件以及照片、圖像和製圖等物件。圖書館則設有藏書超過 10,000冊，專門研究阿根廷歷史。當前國家歷史博物館還由致力於特定任務的其他區域組成：保護、登記和修復藏品，以及對於阿根廷歷史進行研究、教育、傳播、維護、博物館學和管理。

## 沿革
國家歷史博物館的前身，是1889年5月24日由時任布宜諾斯艾利斯市長法蘭斯高·謝伯建立的首都歷史博物館。該博物館是由歷史學家阿道夫·卡蘭薩（Adolfo Carranza）的推動下所提議的結果，並在1891年2月15日博物館落成典禮時被任命為首任博物館館長。
博物館最初位於聖達菲大街3951號的政府財產，後在1897年布宜諾斯艾利斯市政府購買土地後，它被搬遷到現在位於聖特爾莫區的位置。 原有地區則更改為布宜諾斯艾利斯植物園，植物園後來佔用的土地因此移交給市政府，博物館移交給國家政府。
其第二代廳舍，最初是在1846年為美國商人查爾斯·里奇利·霍恩建造的 。霍恩當時作為布宜諾斯艾利斯最高總督胡安·曼努埃尔·德·罗萨斯的盟友，然而在1852年卡塞羅斯戰役中被烏爾基薩領導的聯軍擊敗，舊政權被推翻後，兩人被迫流亡，其建築物的土地被賣給了何西·格雷戈里奧·萊紮馬。在他於1894年去世後，萊紮馬的遺孀將房產賣給了市政府，市政府隨後將豪宅改造成博物館，並將周圍的大部分土地改造成萊紮馬公園。

## 展品
當前，國家歷史博物館收藏了50,000多件物品、包括古物、紡織品和文獻。部分藏品來自五月革命和獨立戰爭中重要人物親屬的捐贈。其他物品是貝納迪諾·里瓦達維亞於1822年創建的公共博物館 收藏的一部分。
它的陳列品包括屬於何塞·德·聖馬丁、瑪麗亞·德洛斯·雷梅迪奧斯·德·埃斯卡拉達、曼努埃尔·贝尔格拉诺、威廉·卡爾·貝雷斯福德、胡安·曼努埃尔·德·罗萨斯、巴托洛梅·米特雷、胡安·裴隆和伊娃·裴隆及其他阿根廷知名歷史人物的王權、物品、家具和文件。國家歷史博物館保存的最傑出的文件之一是 1810年5月25日五月革命的民眾請願書、，其他文物包括1883年用於識別前往秘魯由曼努埃爾·貝爾格拉諾領導的軍隊，現存最古老的阿根廷旗幟。以及一系列銀版照片。
它的歷史繪畫收藏包括埃斯特班·埃切維里亞、坎迪多·洛佩斯和普里利迪亚诺·普埃雷东等人的作品。
從20世紀開始，博物館收藏了各種物品，包括巴托洛梅·米特雷參觀國家歷史博物館的影片、總統何塞·费利克斯·乌里武鲁1931年9月6日演講的自動點唱機唱片、胡安·裴隆的個人物品和福克蘭戰爭中的一些物品。

### 畫廊收藏

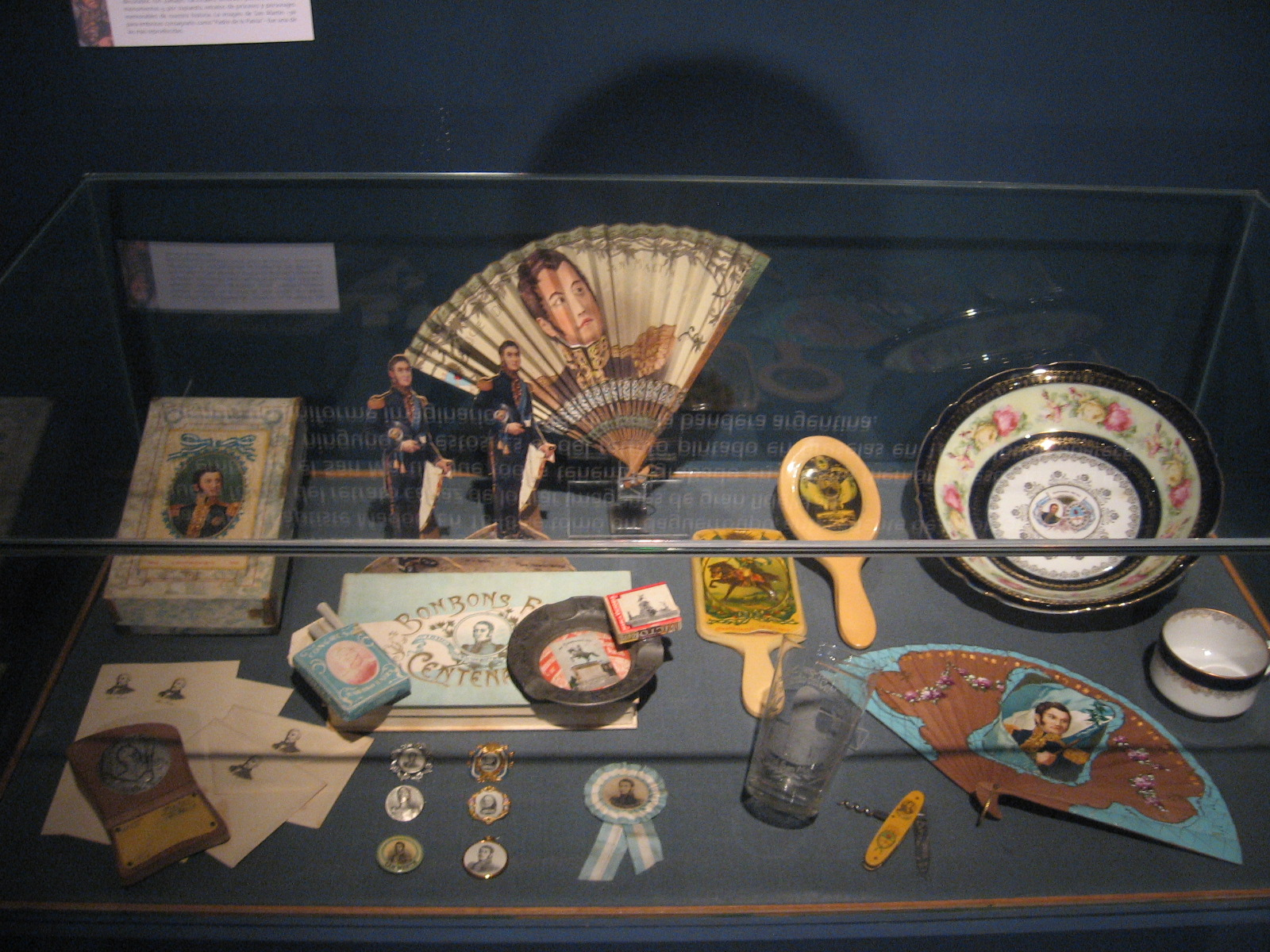
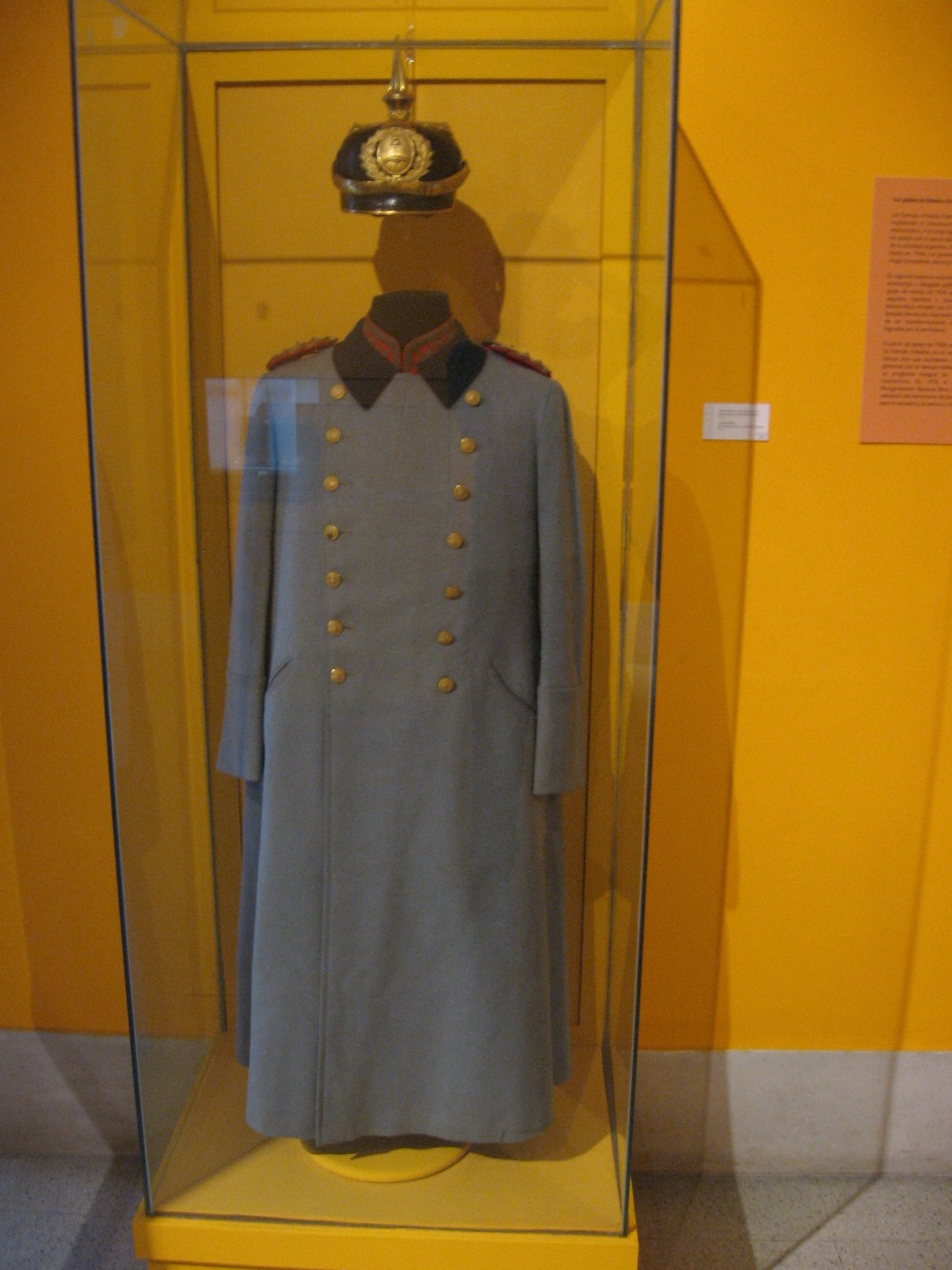
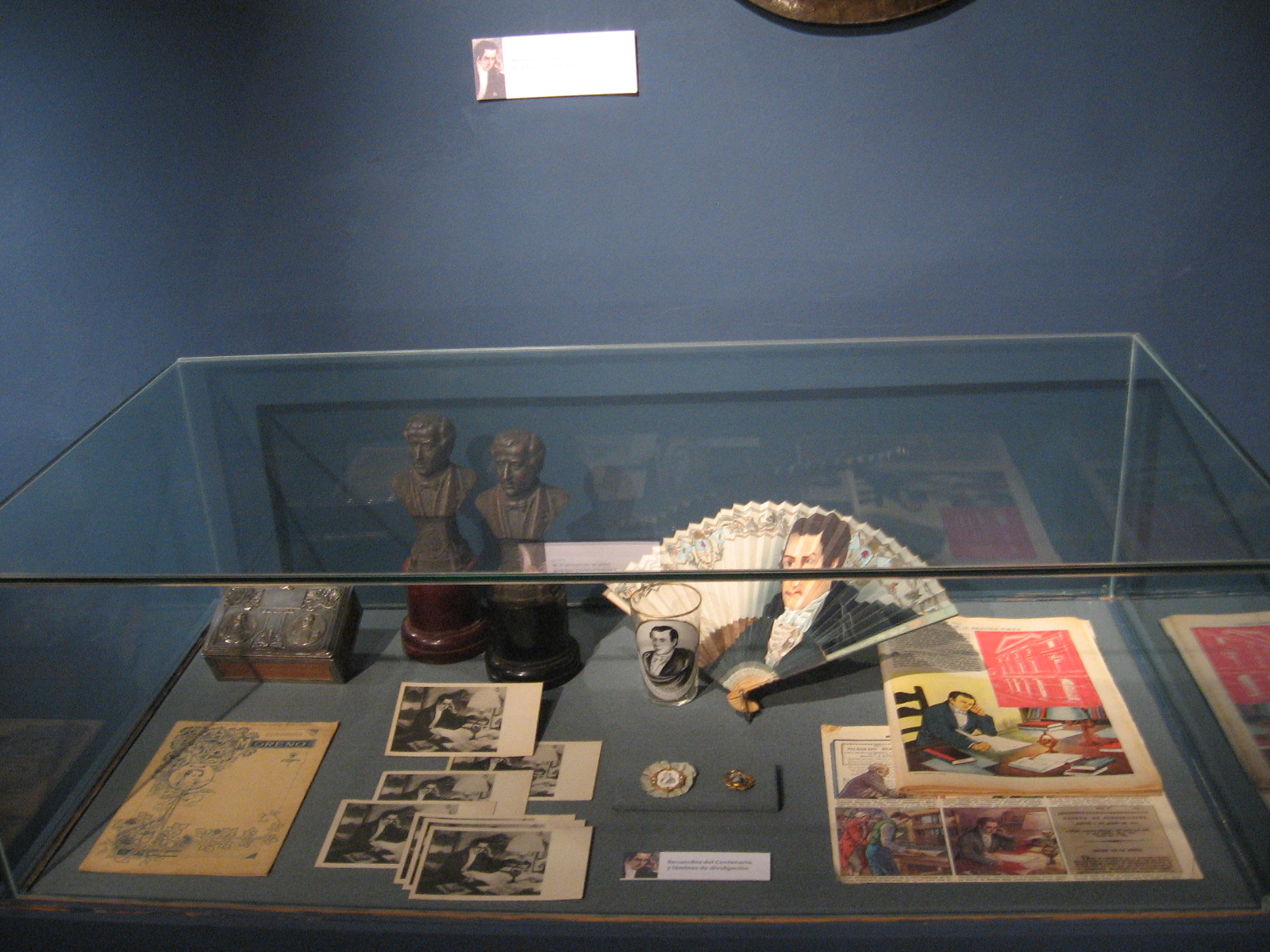
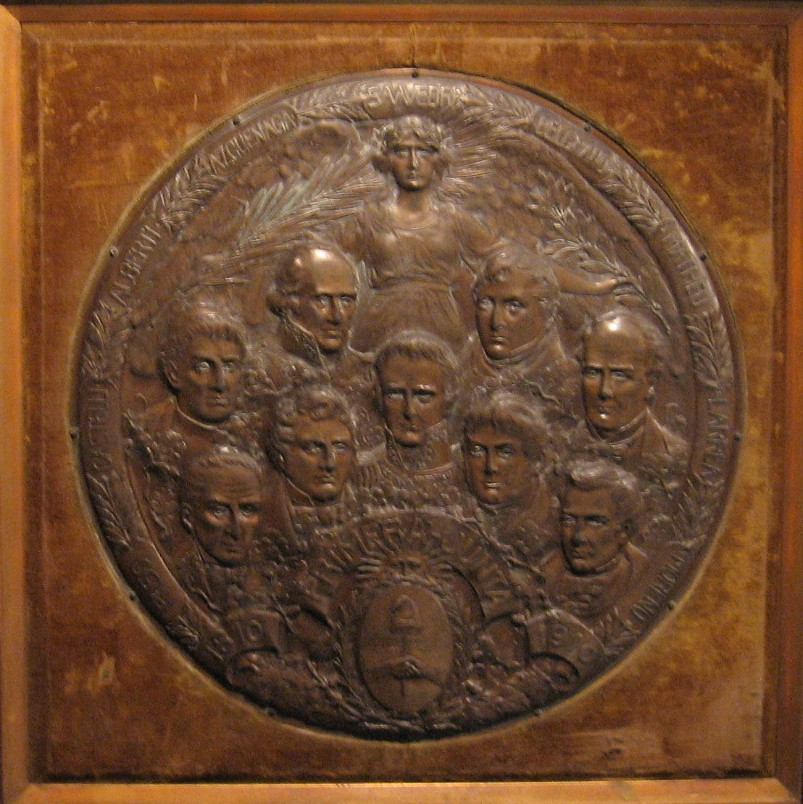
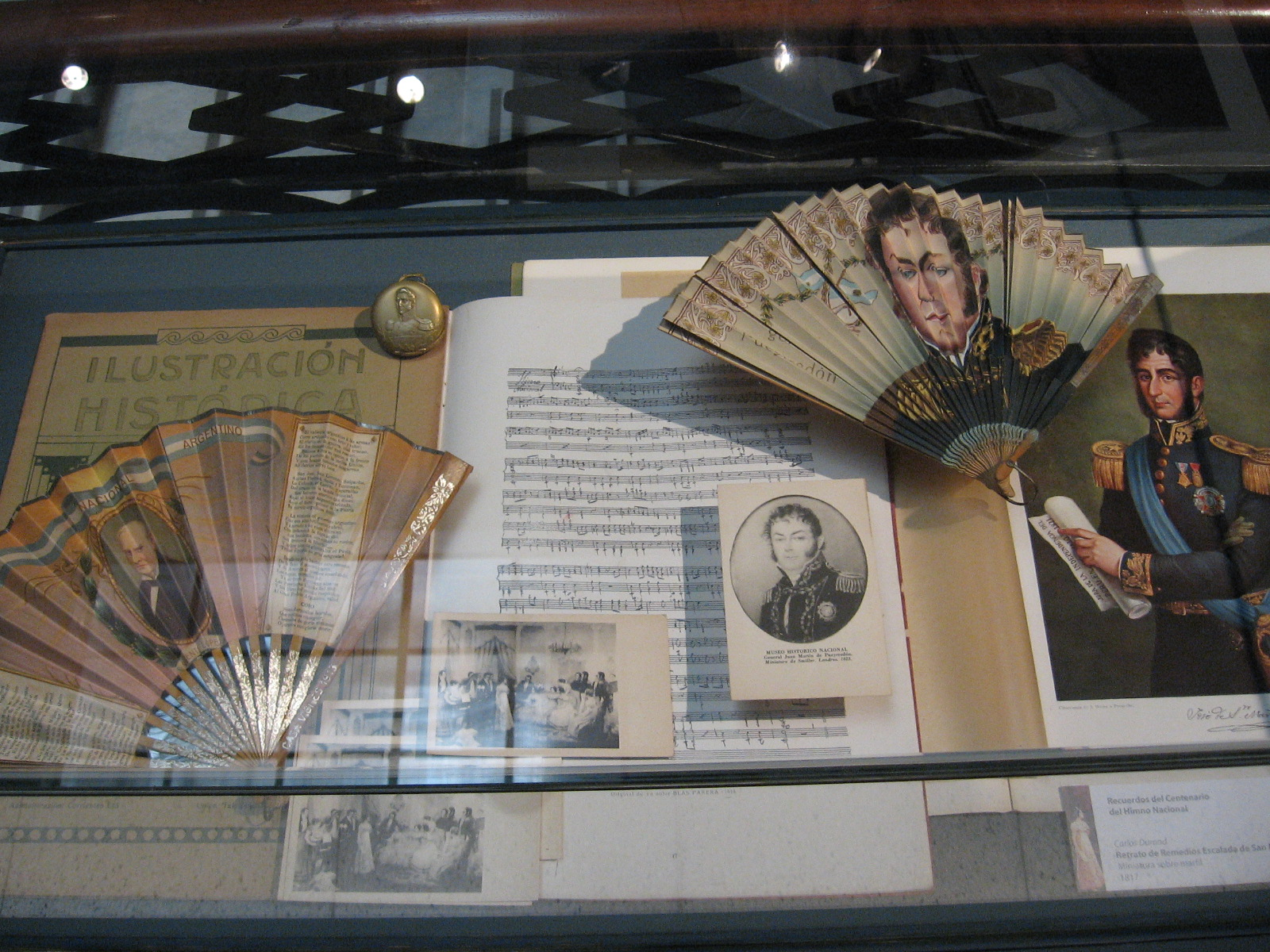
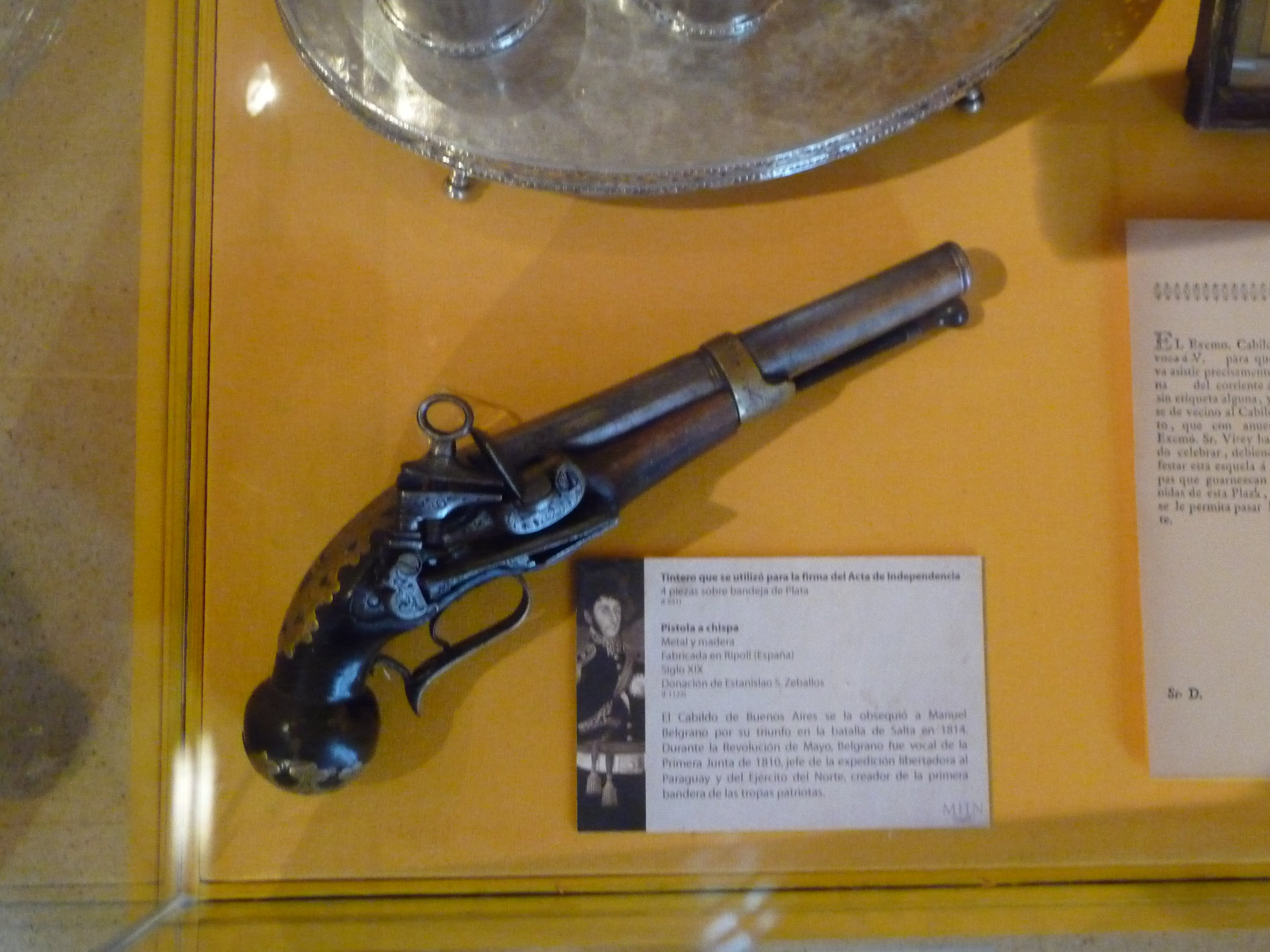

### 繪畫收藏

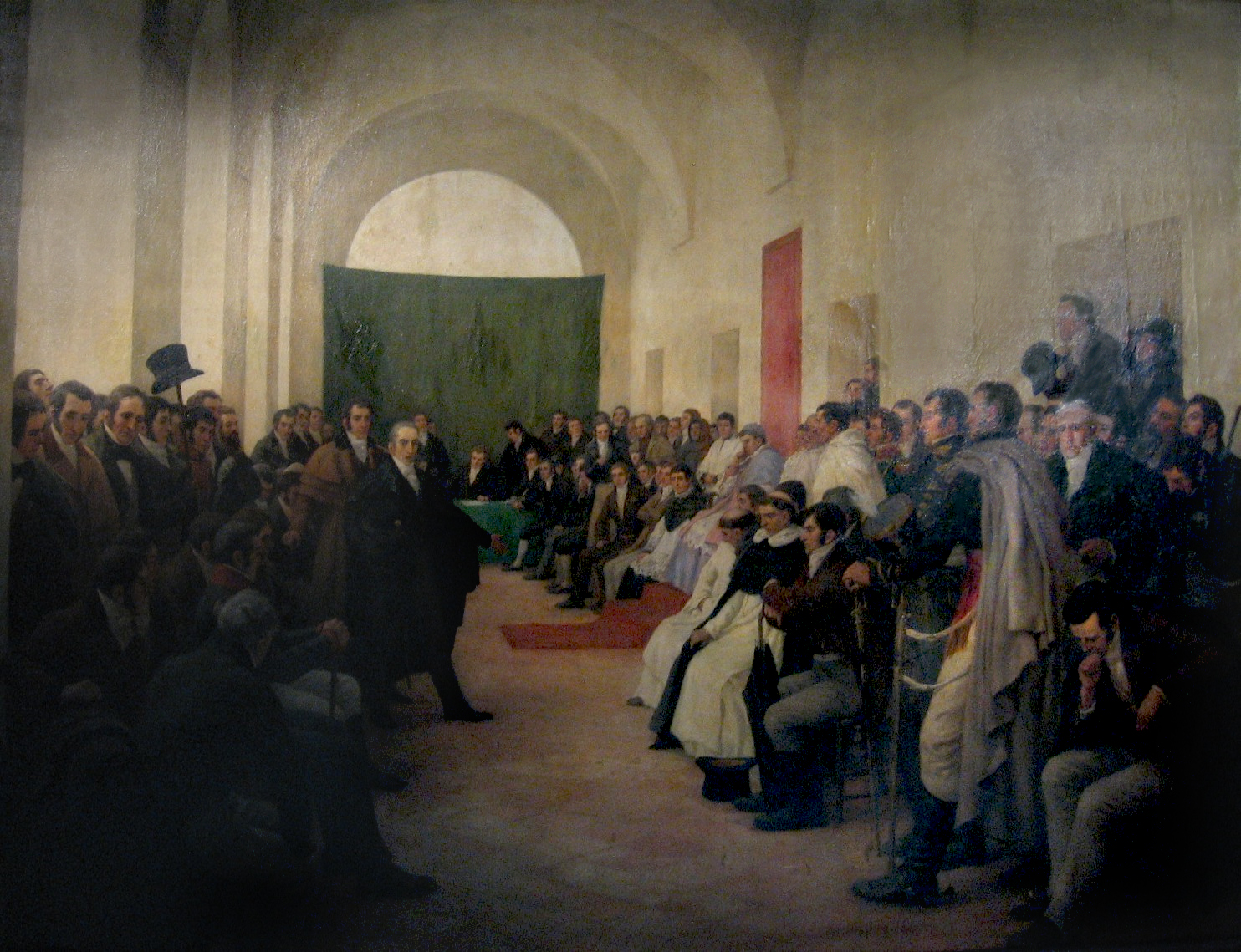
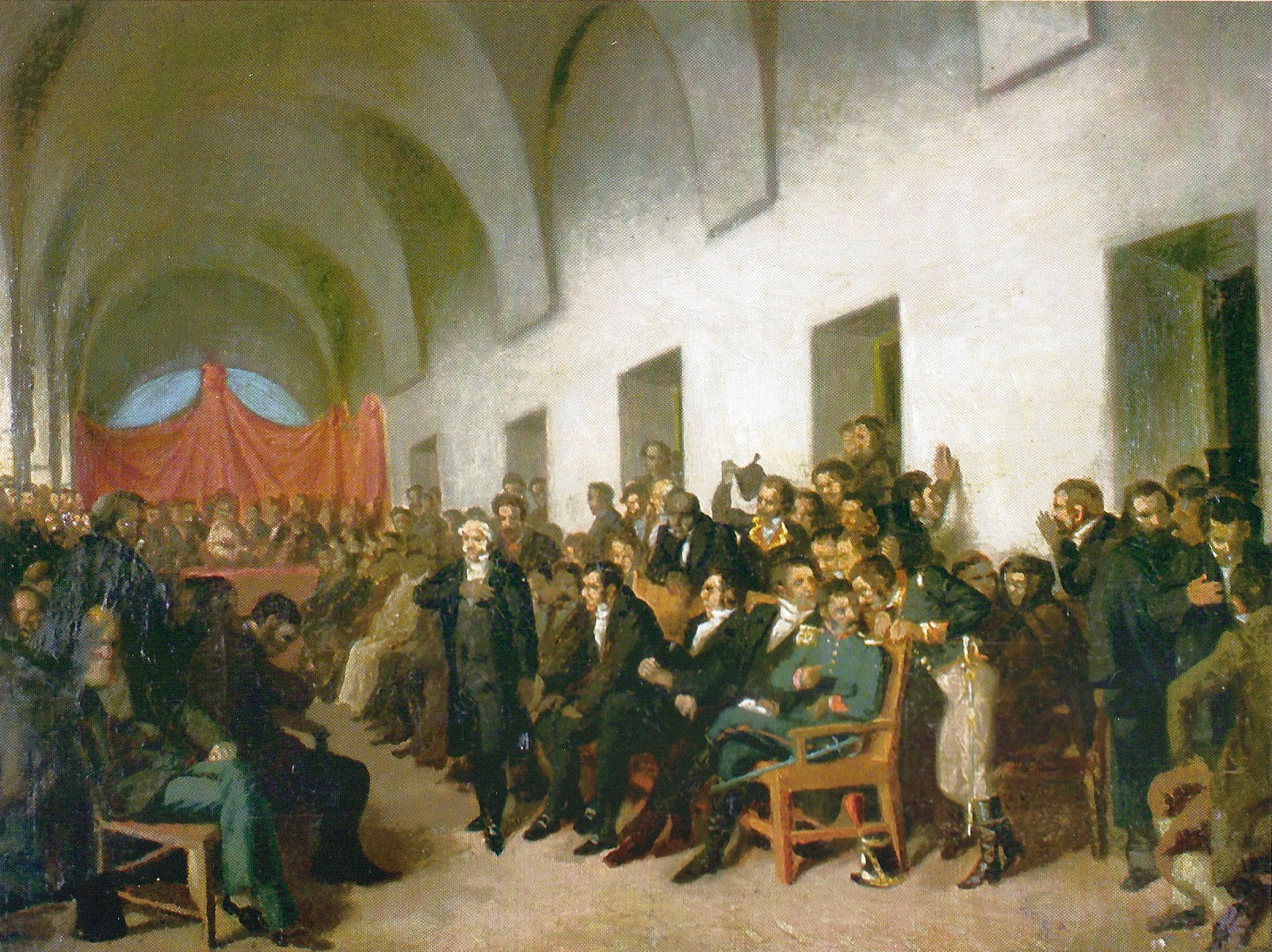
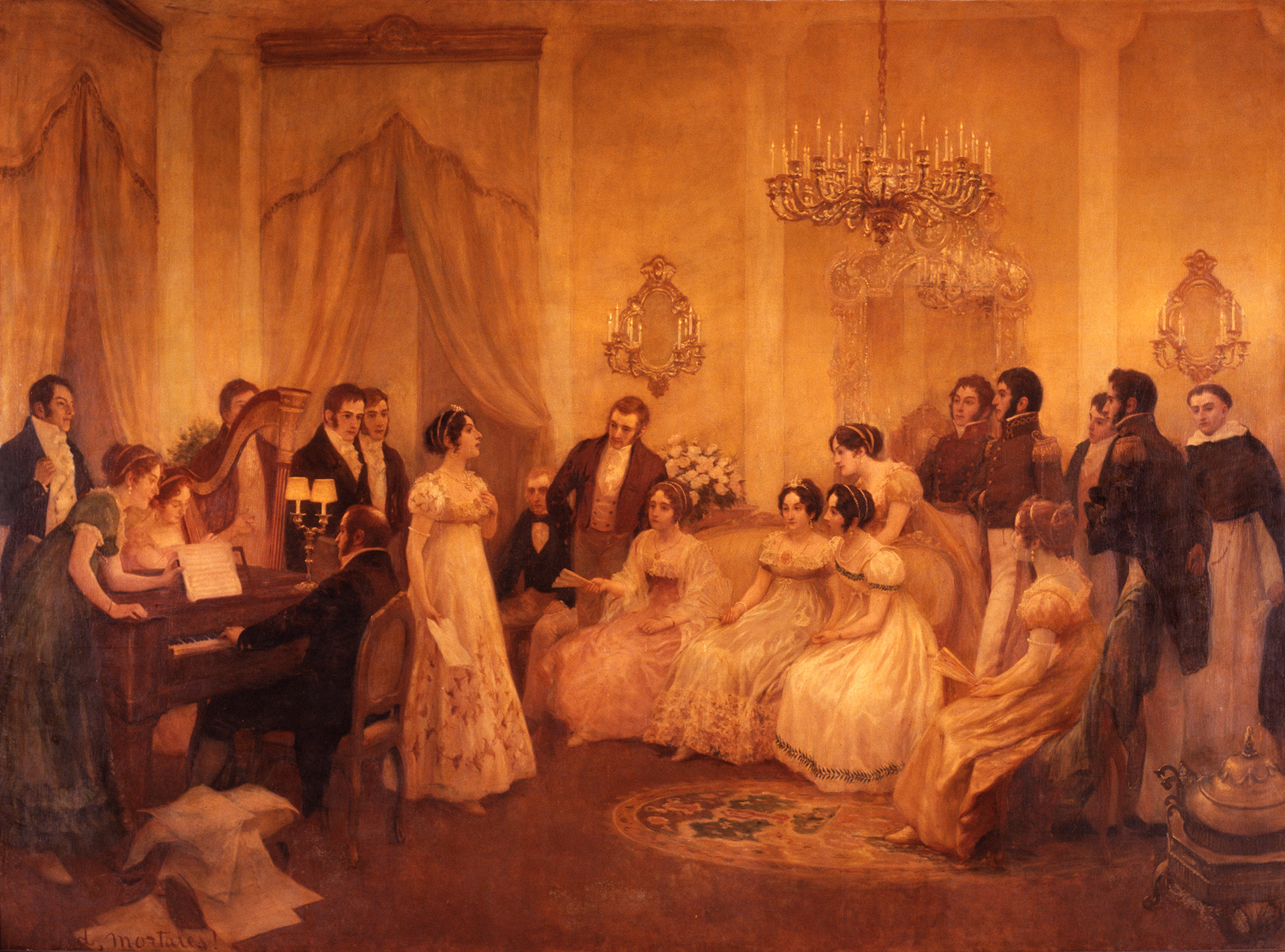
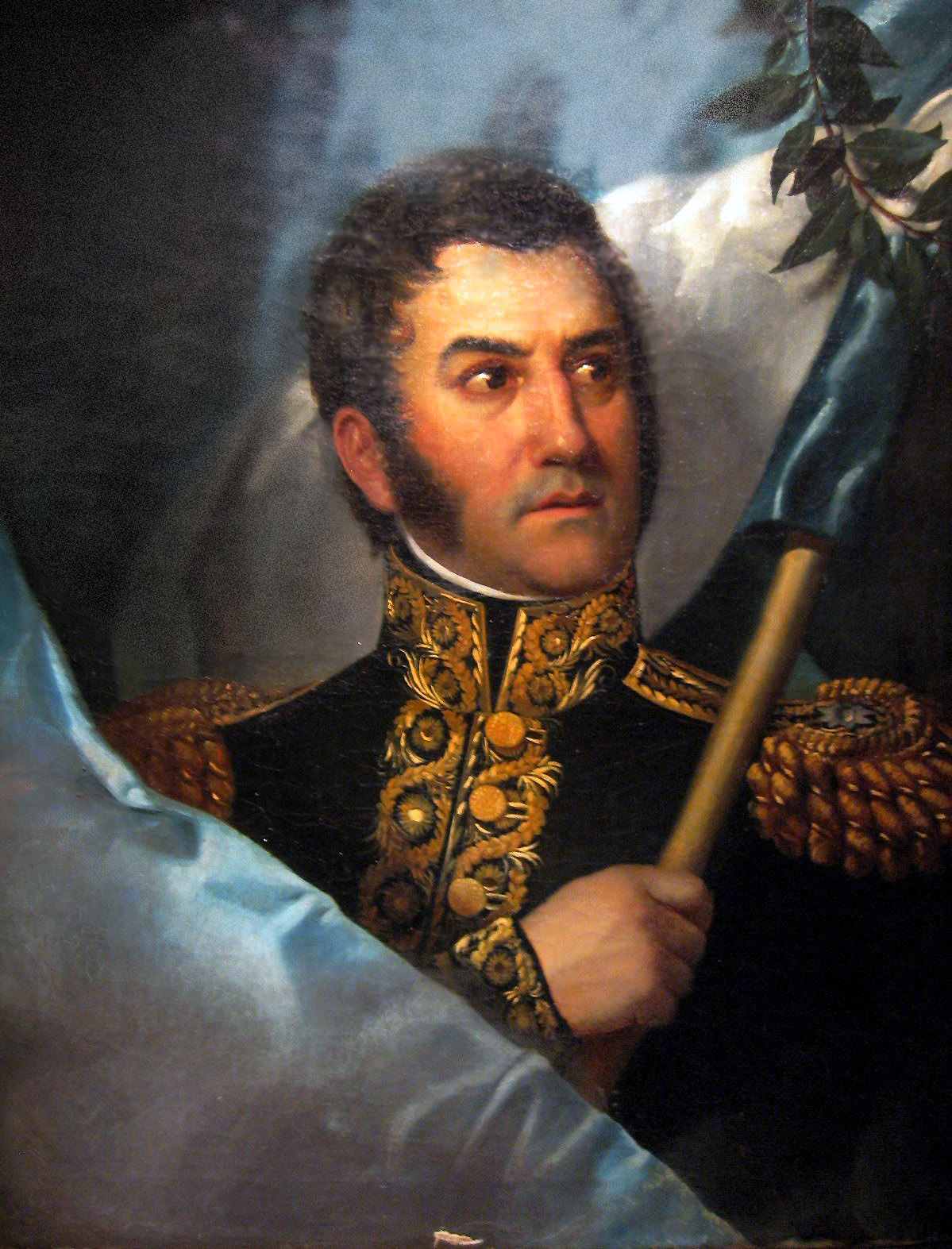
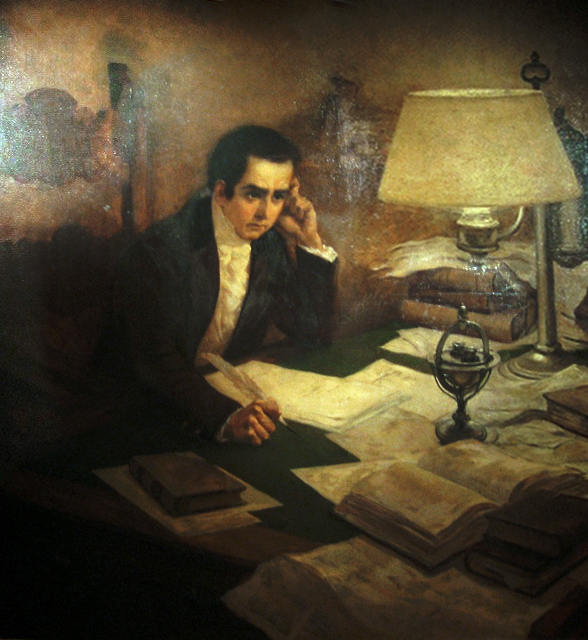
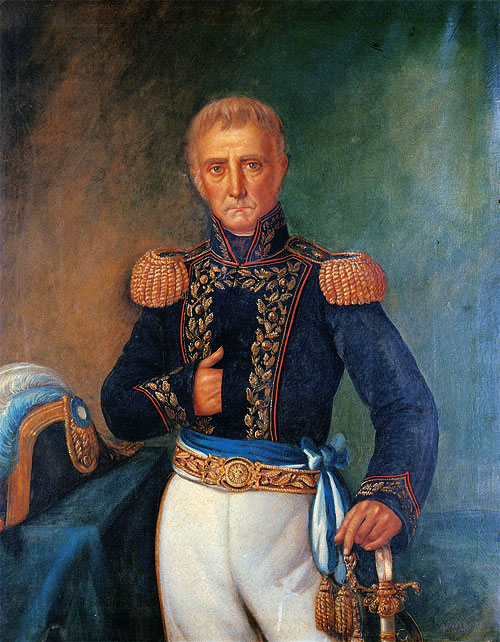

## 圖片

### 廳舍

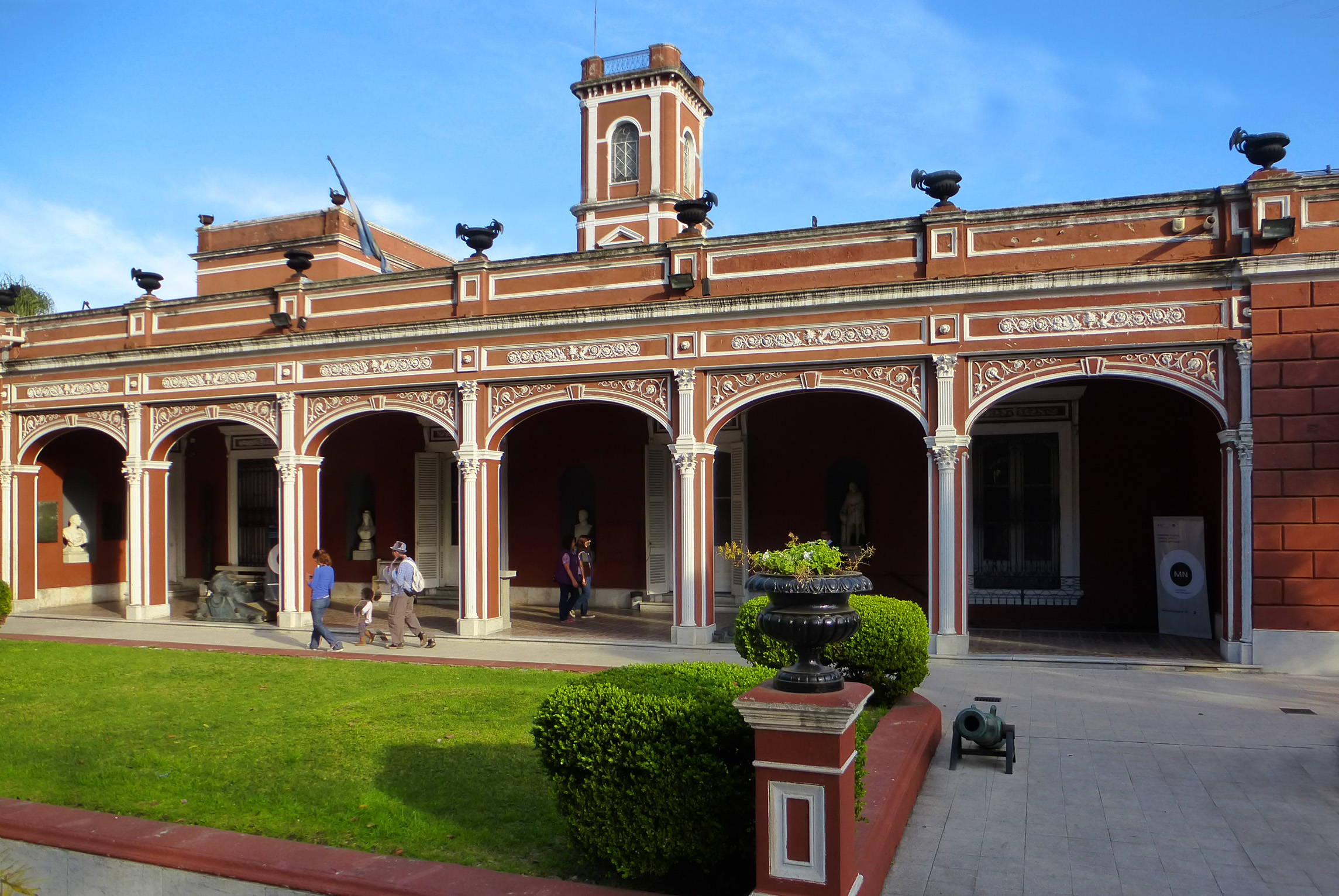
建築正廳
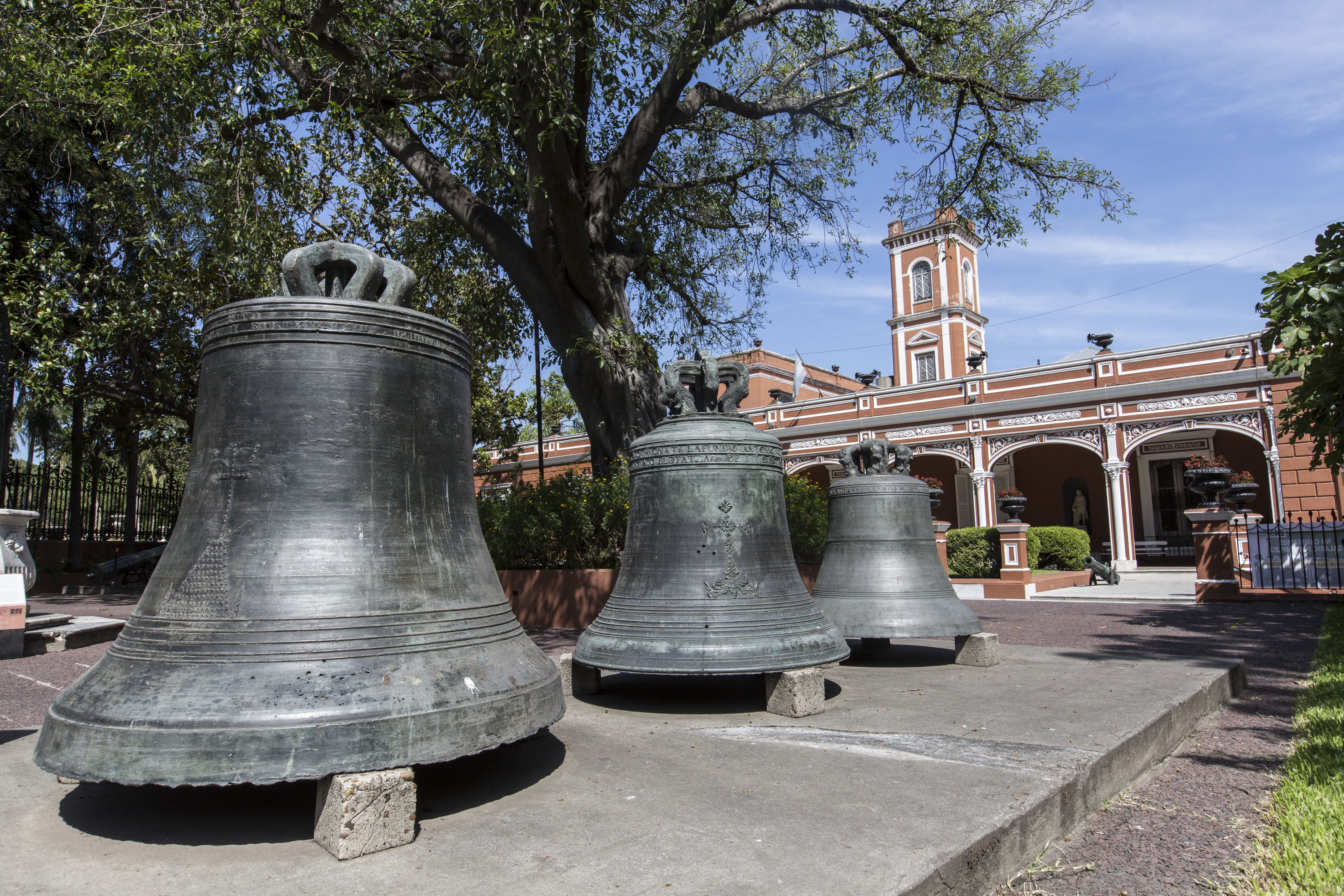
其建築花園前展示的銅鐘
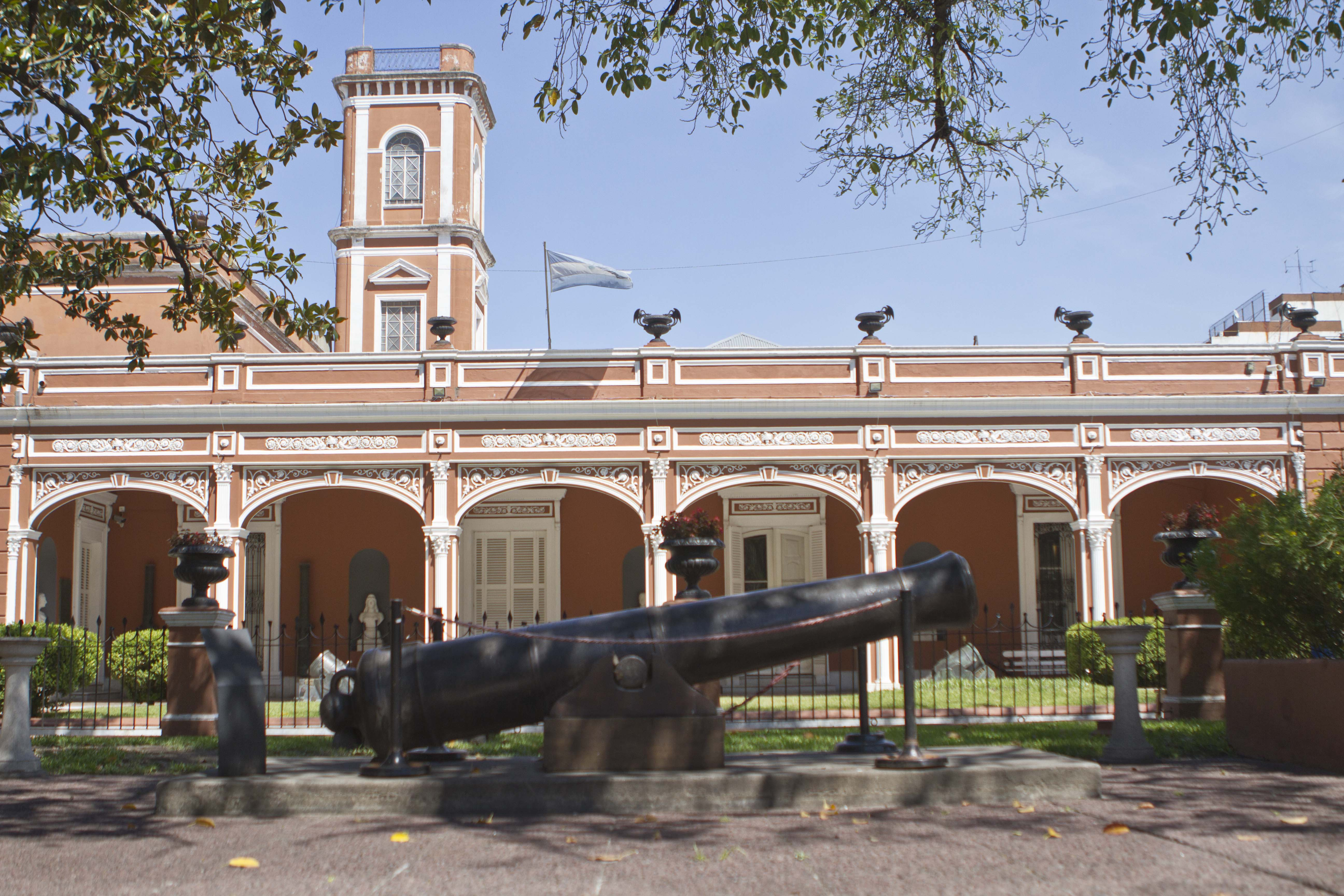
其建築花園前展示的古砲
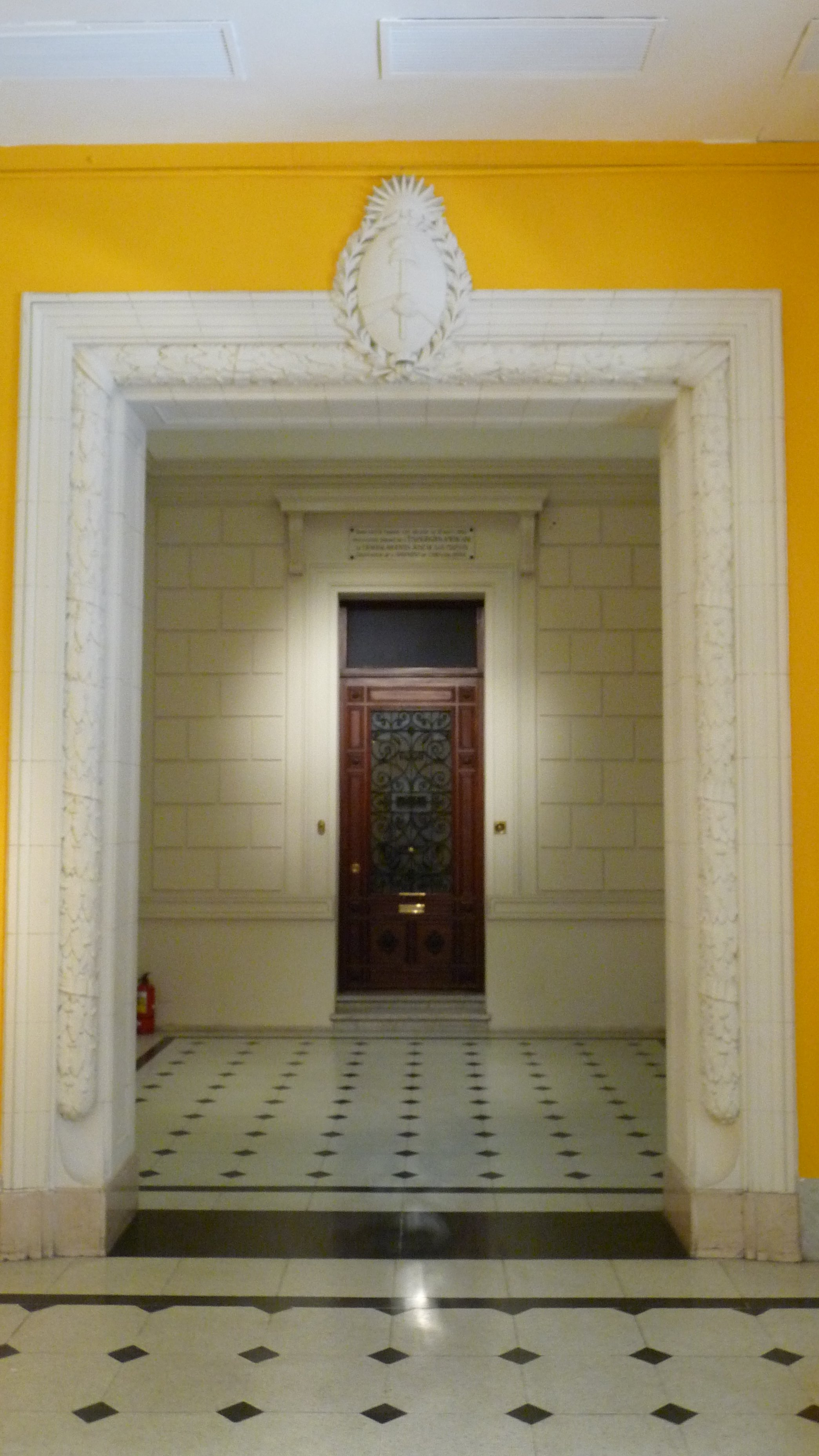
室內空間

## 外部連結
- Virtual visit
- Official website （西班牙語）

34°37′37″S 58°22′14″W / 34.62694°S 58.37056°W